# Gonzalo (nombre)
Gonzalo es un nombre de pila masculino de origen germánico. Sus hipocorísticos son Gon, Gonza, Gonchi, Gonzi, Zalo, Lalo, Chalo, Talo.
| Variantes en otras lenguas | Variantes en otras lenguas |
| -------------------------- | -------------------------- |
| Español                    | Gonzalo                    |
| Catalán                    | Gonçal                     |
| Euskera                    | Gontzal, Ontzalu           |
| Francés                    | Gonzalve                   |
| Italiano                   | Consalvo                   |
| Portugués                  | Gonçalo                    |
| Polaco                     | Gonsalwy                   |
| Inglés                     | Gonzalo                    |
| Irlandés                   | Cathal                     |
| Chino                      | 貢薩洛                     |
| Japonés                    | ゴンサロ                   |
| Ruso                       | Гонсало                    |
| Alemán                     | Günther                    |

## Etimología
Posiblemente derivado del Alto alemán antiguo gund, protogermánico *gunþiz (batalla, luchar, combatir); su segundo elemento podría derivar de *sal (en altoalemán antiguo salo; oscuro, de color, coloreado, teñido), *salbō (bálsamo, ungüento), *albiz (elfo, genio) o *saiwalō (raíz del gótico 𐍃𐌰𐌹𐍅𐌰𐌻𐍉, romanizado saiwalo; plural de saiwala, que significaría alma).
Otras fuentes asocian su origen del gótico 𐌲𐌿𐌽𐌸 (romanizado gunþ, gunth; protogermánico *gundiz) y posiblemente toma del latín el elemento salvus (salvo, sano, ileso), aunque sobre este último,, podría tratarse de un falso cognado producto de su latinización (Gundisalvus).

## Santoral (Iglesia Católica)
- 25 de noviembre: san Gonzalo, obispo de Mondoñedo;
- 10 de enero: san Gonzalo de Amarante, fraile dominico;
- 4 de agosto: beato Gonzalo Gonzalo;
- 15 de octubre: beato Gonzalo de Lagos, fraile agustino;
- 10 de diciembre: beato Gonzalo Viñes Masip.